# يو توميتوكورو
يو توميتوكورو (باليابانية: 富所 悠) (مواليد 21 أبريل 1990)، هو لاعب كرة قدم ياباني سابق كان يلعب كلاعب وسط.

## وصلات خارجية
- يو توميتوكورو على موقع رابطة كرة القدم اليابانية للمحترفين (اليابانية)
- يو توميتوكورو على موقع قاعدة بيانات كرة القدم.إي يو (الإنجليزية)
- يو توميتوكورو على موقع Soccerway.com (الإنجليزية)
- يو توميتوكورو على موقع عالم كرة القدم.نت (الإنجليزية)